# Георг I фон Вертхайм
Георг I фон Вертхайм (на немски: Georg I von Wertheim; † 1453/1454) е граф на Вертхайм.
Той е син на граф Йохан II фон Вертхайм (* ок. 1360) и съпругата му Мехтилд фон Шварцбург (* ок. 1360; † 1435), дъщеря на граф Гюнтер XXII (XII) фон Шварцбург († 1362) и принцеса Гертруд фон Анхалт-Бернбург († 1348).

## Фамилия
Георг I се жени на 14/20 октомври 1415 г. за Анна фон Йотинген-Валерщайн († 3 декември 1461), дъщеря на граф Фридрих III фон Йотинген († 1423) и втората му съпруга херцогиня Евфемия от Силезия-Мюнстерберг († 1447). Те имат децата:
- Еберхард II фон Вертхайм (ок. 1410 – 1447), женен за графиня Маргарета фон Хенеберг-Рьохмилд (1427 – 1465)
- Йохан III († 1497)
- Кунигунда († 1481), омъжена сл. 1476 г. за граф Еберхард VII фон Кирхберг († 1472)
- Катарина († 1499), омъжена за Фридрих V Шенк фон Лимпург-Шпекфелд († 1521)
- Анна († 1497), омъжена на 7 ноември 1465 г. за граф Филип II фон Ринек „Млади“ († 1497)
- Маргарета († 1502)
- Мехтилд
- Албрехт († 1466)